# Droit de propriété
Le droit de propriété est le droit d'user (usus), de jouir (fructus) et de disposer (abusus) d'une chose, d'en être le maître absolu dans les conditions fixées par la loi. Dans le droit français, « La propriété est le droit de jouir et disposer des choses de la manière la plus absolue, pourvu qu’on n’en fasse pas un usage prohibé par les lois ou par les règlements » (article 544 du Code civil).
La propriété désigne également le bien sur lequel porte ce droit civil. Cette propriété peut être immobilière ou mobilière, si l'on en croit l'adage selon lequel en fait de meuble, possession vaut titre (de propriété). Selon certains philosophes, les droits de propriété découlent de conventions sociales ou de contrats. Selon d'autres[Qui ?], ils trouvent leurs origines dans la loi naturelle. [réf. nécessaire]
La gestion et l'usage collectifs, souvent considérés comme propriété collective, existent depuis fort longtemps et sont bien attestés dans les sociétés et cultures traditionnelles. Les premières théories juridiques formelles de la propriété privée se constituent dans une perspective individualiste, en particulier dans le libéralisme. Celui-ci consacre le droit de propriété au sens moderne comme un droit naturel et une prérogative des personnes physiques. Le retour et l'accès des personnes morales au droit de propriété se fait ultérieurement et progressivement [réf. souhaitée]. Le droit anglo-américain connait la propriété personnelle.
La propriété existe aussi pour ce qu'on appelle propriété intellectuelle : droits sur les créations artistiques, les inventions… Le droit de propriété fait aujourd'hui l'objet d'un renouveau d'attention, notamment au travers de la question de son aptitude à gérer les biens informatiques (logiciels, systèmes), en harmonie avec le droit de la propriété intellectuelle. 
Le droit de propriété est un droit subjectif [pas clair].

## Utilisation du terme
Diverses disciplines (droit, économie, anthropologie, sociologie, philosophie) traitent du concept de propriété, mais les définitions varient dans et entre ces disciplines. Les spécialistes dans le domaine des sciences sociales conçoivent fréquemment la propriété comme un ensemble de droits [réf. souhaitée]. Ils soulignent que la propriété n'est pas une relation entre des personnes et des biens, mais une relation entre des personnes en ce qui concerne des biens [réf. souhaitée]. En tout état de cause, il y a consensus pour considérer que le fait d'être ou non propriétaire de biens de valeur significative (un logement, des terres ou d'autres moyens de production, etc.) est un discriminant social essentiel : un individu est dans une situation économique d'autant plus confortable qu'il a plus de biens, le prolétariat (les individus qui ne peuvent vendre que leur force de travail) étant dans la situation la plus difficile [réf. souhaitée]. 
Une propriété publique est un bien contrôlé par un État ou par une personne morale de droit public et destiné à un usage public ; un État ou une autre entité publique peut, par ailleurs, disposer d'un domaine privé : des biens dont il est propriétaire, mais que ne sont pas destinés à remplir les fonctions publiques de l'entité. Une propriété privée est un bien qui n'est pas un bien public, soit qu'il appartienne à une personne physique ou morale de droit privé, soit qu'il ne soit pas affecté à un usage public. La propriété privée peut être sous le contrôle d'un seul individu, d'un groupe d'individus, d'une entreprise, voire d'une institution publique.

## Caractéristiques générales
Les droits de propriété modernes admettent comme titulaires les personnes morales. Les sociétés aux États-Unis, par exemple, ont des droits comparables dans certains domaines à ceux des citoyens américains, y compris un grand nombre de leurs droits constitutionnels.
Les droits de propriété sont protégés par la loi, la constitution ou une déclaration des droits. Le cinquième et le quatorzième amendement de la Constitution des États-Unis, par exemple, protègent explicitement la propriété privée. On retrouve également cette protection dans la Déclaration universelle des droits de l'homme, article 17, dans la Déclaration des droits de l'homme et du citoyen de 1789, article XVII, et dans la Convention européenne des droits de l'homme (CEDH), protocole no 1.
La propriété est généralement perçue comme un ensemble de droits tels que définis et protégés par un système juridique d'une entité souveraine. La propriété, cependant, n'est pas nécessairement synonyme de souveraineté. Si la propriété donnait l'autorité suprême, ce serait de la souveraineté, et non de la propriété. Ce sont deux notions différentes [précision nécessaire] [pas clair].
Les droits de propriété traditionnels (dans la continuité du Droit romain) comprennent trois éléments fondamentaux :
- L'usus : le droit d'utiliser et de contrôler l'utilisation de la propriété, la faculté de reprendre possession le cas échéant ;
- Le fructus : le droit à tout profit provenant de la propriété (exemples : les droits miniers, une récolte, le lait et les petits d'un troupeau, l'électricité produite par une éolienne...) ;
- L'abusus : le droit de détruire (notamment par la consommation), le droit de transférer ou d'aliéner la propriété (vente, troc, ou à titre gratuit par donation ou legs).

Le droit de propriété peut être démembré et donc une personne pourra n'exercer qu'une partie des droits mentionnés ci-dessus. Par exemple, une propriété peut voir sa nue-propriété détenue par une personne (qui pourra la vendre mais pas s'en servir), son usufruit détenu par une deuxième, et être louée à une troisième (qui seule peut s'en servir, en versant un loyer).
Le droit de propriété crée une exclusivité : le droit d'exclure autrui de la propriété. On retrouve ici le lien avec le terme priver : la propriété privée prive ou exclue autrui de la chose possédée. Dans le cas d'un bien immobilier, cela correspond aussi à la clôture, aussi bien dans l'idée que dans les faits, et au phénomène de l'enclosure en Angleterre lors de la privatisation massive des terres.
Pour autant ce droit ne peut et ne doit pas interférer de façon déraisonnable avec les droits fondamentaux (propriété, sureté, etc.) d'une autre partie, publique ou privée : ainsi un propriétaire ne doit pas : 
- mettre en danger la santé publique, la sécurité, la paix (ex. : prédateurs dangereux, animaux ou végétaux porteurs de maladies contagieuses...) ;
- provoquer des nuisances ou mettre en danger autrui (ex. : bruit, construction menaçant ruine avec danger pour les passants) ;
- abuser de sa propriété (exemple : bloquer un accès, empêcher la rivière de couler, ou même refuser de vendre de l'eau de son puits une fois ses propres besoins satisfaits, voir Troubles du voisinage en droit français).

D'une façon générale, la propriété rend responsable des dégâts et nuisances causées par les biens dont on est propriétaire. À la notion de propriété sont donc attachés les devoirs du bon père de famille (notions de jouissance paisible, bon voisinage, etc.).

## Propriété et systèmes juridiques
Les systèmes juridiques ont évolué pour couvrir les transactions et les litiges concernant la possession, l'utilisation, le transfert de la propriété, plus particulièrement impliquant des contrats. Le droit positif définit ces droits et un pouvoir judiciaire est utilisé afin de juger et de faire respecter.
Dans son texte classique, The Common Law, Oliver Wendell Holmes Jr. décrit la propriété comme ayant deux aspects fondamentaux : 
- Le premier est la possession, qui peut être définie comme étant un pouvoir de maîtrise.
- Le deuxième aspect est le titre, qui oppose au tiers l'exclusivité du bien visé par le titre, même quand ce bien n'est pas possédé.

Il élabore les différences entre ces deux notions et propose une théorie pour expliquer comment la propriété finit par être liée aux individus, par opposition aux familles ou à des entités telles que l'Église.
Selon Adam Smith, l'aspiration au profit, d'accroissement de son propre capital, n'est rendu possible que par les droits de propriété privée. Une conviction centrale du capitalisme est que les droits de propriété encouragent les détenteurs de biens à développer leur propriété, à générer des richesses et à allouer des ressources de manière efficace basée à travers le marché. C'est de là que se développe la conception moderne de la propriété comme étant un droit protégé par le droit positif, dans une optique d'abondance et de progrès social.
Dans le Libéralisme classique, Libertarianisme et traditions associées, le droit de propriété figure en bonne place :

« De même que l'homme ne peut exister sans son corps, aucun droit ne peut exister sans le droit de traduire ses droits dans la réalité, à penser, à travailler et à en conserver le produit, ce qui signifie : le droit de propriété. »

— Ayn Rand , La Grève
La plupart des penseurs de ces traditions adhèrent à la théorie de la propriété du travail. Ils soutiennent que l'on possède sa propre vie, et il en résulte que l'on doit posséder les produits de cette vie et que ces produits peuvent être commercialisés en libre échange avec d'autres.

« La vie, la liberté et la propriété n'existent pas parce que les hommes ont fait des lois. Au contraire c'est parce que la vie, la liberté et la propriété existaient que l'homme a pu ensuite faire des lois. »

— Frédéric Bastiat ,  La Loi, 1850 
Les principes fondamentaux du socialisme sont centrés sur une critique de ce concept en indiquant entre autres que même si les droits de propriété encouragent le détenteur de la propriété à développer sa propriété, à générer des richesses, il ne le fera que pour son propre bénéfice, ce qui ne coïncide pas avec l'intérêt d'autres personnes ou de la société en général. Aujourd'hui, nous ajouterions que cela ne coïncide pas non plus avec la préservation de la nature. [réf. souhaitée]
L'anarchisme socialiste reconnaît généralement une certaine forme de droit de propriété de fait, mais avec une période d'abandon de la propriété très courte. En d'autres termes, une personne doit utiliser la propriété de manière (plus ou moins) continue sinon il perd le droit de garder la propriété. On parle généralement d'usufruit. Ainsi, dans ce système, l'absentéisme des propriétaires est illégitime et les travailleurs sont propriétaires des machines avec lesquelles ils travaillent. [réf. souhaitée] Dans une perspective similaire, le mutuellisme de Pierre-Joseph Proudhon retire à la propriété, ainsi qu'à l'argent et au salariat leur dimension de pouvoir.
Le communisme affirme que seule la propriété collective des moyens de production par le biais d'une organisation sociale (mais pas d'un État) assurera tant la réduction des inégalités et des injustices que l'efficacité globale et que, par conséquent, la propriété privée (qui dans la théorie communiste est limitée au capital) devrait être abolie. Le communisme et certaines formes de socialisme ont également défendu l'idée que la propriété privée est intrinsèquement illégitime. Cet argument est centré essentiellement sur l'idée que la création de la propriété privée favorisera toujours une classe sociale sur une autre, laissant place à la domination par l'utilisation de la propriété. [réf. souhaitée]

## Théories sur la propriété
Il existe de nombreuses théories abordant la propriété selon des approches différenciées :

### Selon le droit naturel
L'une des plus répandues est la définition du droit de propriété comme un droit naturel avancée par John Locke. Dans le chapitre V du deuxième traité du gouvernement civil (1690), il avance la théorie selon laquelle celui qui mêle son travail à la nature, gagne la propriété de cette partie de la nature associée à son travail, sous réserve qu'il doit en rester assez, et d'aussi bon, laissé en commun pour les autres.

### Selon les sciences sociales
L'anthropologie étudie les différents systèmes de propriété, droits d'utilisation et de transfert et la possession sous le terme de théories de la propriété [réf. souhaitée]. Dans chaque culture, la possession, l'usage, la gestion des biens ou ressources sont sujets à la coutume, à la régulation et à la loi. Ce sont des dimensions de la culture d'une société.
De nombreuses cultures tribales limitent la propriété individuelle par les coutumes de groupes collectifs : tribus, familles, associations et nations. Bien souvent, en particulier dans les sociétés archaiques, il n'existe pas de propriété privée mais un usage et une gestion collectives [réf. souhaitée]. Cette disponibilité commune n'a d'ailleurs en général pas le trait exclusivité de la notion de propriété . De telles pratiques ont longtemps survécu au sein de civilisation, comme dans le cas des communs[réf. souhaitée].
Des sociétés différentes peuvent avoir différentes théories de la propriété en fonction des différents types de possession. Pauline Peters a fait valoir que les systèmes de propriété ne sont pas isolables de la structure sociale et que les notions de propriété ne peuvent pas être définies isolément, mais qu'elles peuvent être formulées en termes négatifs : par exemple le système de tabou parmi les peuples polynésiens [réf. souhaitée].
La théorie juridique occidentale est basée sur le propriétaire de la propriété considéré comme une personne au sens légal. Cependant, tous les systèmes de propriété ne sont pas fondés sur ce principe.

### Propriété et morale

#### Doctrine sociale de l'Église catholique
Dans l'encyclique Rerum Novarum, le Pape Léon XIII a écrit : « Il est incontestable que, quand un homme s'engage dans un travail rémunérateur, la raison et la motivation qui le poussent à son travail est d'en obtenir la propriété et de la tenir par la suite comme son propre bien ».
Toutefois, dans la doctrine sociale de l'Église, le droit de propriété ne peut s'appuyer uniquement sur le travail et reste subordonné au principe de la destination universelle des biens. Dans l'encyclique Laborem exercens (1981), Jean-Paul II précise : « La tradition chrétienne n'a jamais reconnu le droit à la propriété privée comme absolu ni intouchable. Au contraire, elle l'a toujours entendu dans le contexte plus vaste du droit commun de tous à utiliser les biens de la création entière. Le droit à la propriété privée est subordonné à celui de l'usage commun, à la destination universelle des biens ».
Le catéchisme de l'Église catholique précise que le droit de propriété est subordonné au septième commandement :
« Tu ne commettras pas de vol » (Ex 20, 15 ; Dt 5, 19)
Le catéchisme précise également que « L’autorité politique a le droit et le devoir de régler, en fonction du bien commun, l’exercice légitime du droit de propriété ».

## Par pays

### Canada

#### Québec
Bien que le droit de propriété ne soit pas protégé par la Charte canadienne des droits et libertés, il est protégé par l'article 6 de la Charte des droits et libertés de la personne : « Toute personne a droit à la jouissance paisible et à la libre disposition de ses biens, sauf dans la mesure prévue par la loi.  »
Les règles en matière de droit des biens sont énoncées au livre quatrième du Code civil du Québec. 

Le Code civil définit ce qu'est la propriété à l'art. 947 C.c.Q.. Toutefois, cette disposition ne confère pas un droit de propriété, elle ne fait que définir ce que constitue la propriété. : 

« 947. La propriété est le droit d’user, de jouir et de disposer librement et complètement d’un bien, sous réserve des limites et des conditions d’exercice fixées par la loi.
Elle est susceptible de modalités et de démembrements. »

### Chine

#### République Populaire de Chine
Sous le régime communiste de RPC, les concepts de propriétés (usus fructus abusus) sont différents :
- Droits d'usage communs (à comparer avec l'Usus): « équitablement répartis » du centre vers tout le monde, et les individus doivent d'abord gérer eux-mêmes la quantité de choses.
- Droit de bénéficier d’un revenu (à comparer avec le Fructus): chacun peut percevoir un revenu de la production, mais il doit être distribué par le gouvernement central.
- Droit de transfert (à comparer avec l'Abusus): Le droit de transfert gratuit est détenu par le centre du pouvoir de l'État.

### France

#### Déclaration des droits de l'homme et du citoyen de 1789
La propriété est considérée dans la Déclaration des droits de l'homme et du citoyen de 1789 comme l'un des quatre « droits naturels et imprescriptibles de l'Homme ». Elle est également considérée comme « inviolable et sacrée », et « nul ne peut en être privé, si ce n'est lorsque la nécessité publique, légalement constatée, l'exige évidemment, et sous la condition d'une juste et préalable indemnité. »

#### Propriété informatique
Depuis 2007, la recherche en droit français a soulevé la question de l'adaptation du droit de propriété à la gestion des richesses produites en informatique. Traditionnellement appréhendées par le droit de la propriété intellectuelle, l'analyse démontre aujourd'hui que le droit de propriété est à même d'opérer la gestion des biens informatiques — logiciels, systèmes, fichiers.

#### Armes soumises à autorisation préfectorale
Les armes soumises à autorisation préfectorale sont les armes de catégorie B.
L'acquisition de ces armes nécessite de faire une demande d'acquisition et de détention d'arme catégorie B à la préfecture, au titre de l'article 12 du décret no 2013-700 du 30 juillet 2013 portant application de la loi no 2012-304 du 6 mars 2012 relative à l'établissement d'un contrôle des armes moderne, simplifié et préventif.
En fonction de tous les éléments, la préfecture autorise ou refuse l'acquisition de l'arme demandée. Cette autorisation permet l'acquisition de l'arme ou d'une arme de catégorie indiquée sur l'autorisation.
La détention d'une arme soumise à autorisation est limitée à cinq années. Lorsque le délai de détention arrive à échéance, le détenteur doit faire une demande de renouvellement de détention d'arme de catégorie B.
L'arme de catégorie B n'est donc jamais définitivement acquise malgré son achat légal et le droit de propriété privée ne s'applique donc pas à ces armes.
À la question posée par le député M. Franck Marlin (UMP), parue le 11/09/2012 au Journal Officiel, concernant le respect du Droit de propriété des armes, le ministre de l'Intérieur Manuel Valls répondit « L'autorisation d'acquisition et de détention de matériel de guerre, armes et munitions n'est pas une décision créatrice de droits » puis « Les droits nés d'une autorisation de police présentent un caractère précaire et l'administré ne peut se prévaloir d'un droit à leur maintien en cas de changement dans les circonstances tenant à l'ordre public, ni d'une violation du droit de propriété attaché aux biens pour lesquels l'administré avait obtenu une autorisation »
Mais, les historiens de la règlementation des armes affirment qu'il s'agit d’un droit constitutionnel réglementé et non d’une tolérance de l’Etat vis-à-vis de certains citoyens. Cela remonte à la volonté des constituants de 1789 qui avait considéré que le droit aux armes "est évident de sa nature, et l’un des principaux garants de la liberté politique et civile que nulle autre institution ne peut le suppléer ". Devant cette évidence, ils n'ont pas cru bon de l'intégrer à la déclaration des droits de l'Homme et du Citoyen.

### Suisse
En Suisse, le droit de propriété est garanti par la Constitution fédérale et détaillé dans le Code civil suisse.